# Teofil Michał Bisping
Teofil Michał Bisping herbu własnego (zm. 30 grudnia 1716) – podstoli starodubowski do 1713 roku, miecznik starodubowski w latach 1692-1703.
Syn Samuela Gabriela Bispinga, wnuk Tomasza. Jako poseł na sejm elekcyjny 1697 roku i deputat do pacta conventa był elektorem Augusta II Mocnego z powiatu starodubowskiego w 1697 roku. Poseł na sejm 1701 roku i sejm z limity 1701-1702 roku z powiatu starodubowskiego. W styczniu 1702 roku podpisał akt pacyfikacji Wielkiego Księstwa Litewskiego.